# Hitomi no Melody
"Melody of Eyes (Hitomi no Melody)" là đĩa đơn của nhạc nam Hàn Quốc boy band Boyfriend được phát hành vào ngày 27 tháng 3 trong 4 phiên bản khác nhau